# 阿拉伊塔山
12°53′N 40°34′E / 12.883°N 40.567°E

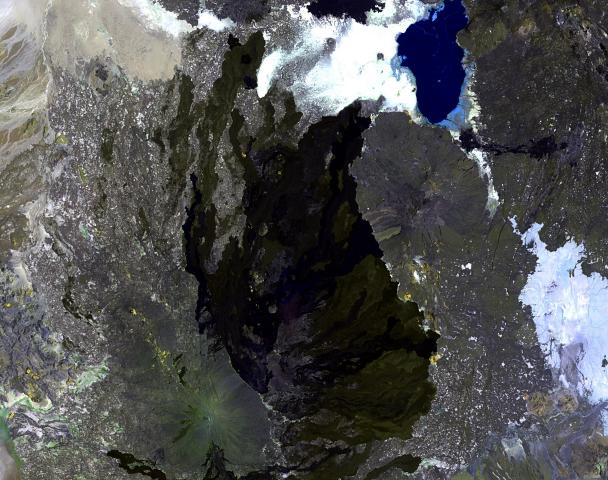

阿拉伊塔山是埃塞俄比亞的火山，位於該國東北部，處於阿法爾州，屬於盾狀火山，海拔高度1,501米，最近一次火山爆發在1915年發生。